# Guillaume-Chrétien de Lamoignon de Malesherbes
Guillaume-Chrétien de Lamoignon de Malesherbes, ofte bare Malesherbes eller Lamoignon-Malesherbes (født 6. december 1721, død 23. april 1794) var en fransk statsmand, minister og senere forsvarsadvokat for den franske kong Ludvig 16..
Malesherbes blev født i Paris af en familie af berømte advokater og blev selv uddannet indenfor juraen. Den unge advokat beviste snart sit værd, da han blev udnævnt til formand for cour des aides i det parisiske parlament i 1750, efter at hans fader, Guillaume de Lamoignon de Blancmesnil, var blevet forfremmet til kansler. En af kanslerens opgaver var at kontrollere bog- og tidsskriftudgivelser, og denne opgave blev pålagt Malesherbes i de 18 år, hans fader var i embedet. Denne opgave bragte ham langt mere i kontakt med offentligheden end hans juridiske funktioner. For at udføre sin opgave effektivt var han ofte i forbindelse med Paris' litterære verdens spidser, især Diderot, med hvem han udviklede et nært venskab. Malesherbes havde stor sympati for oplysningstidens tænkere, og han så ofte igennem fingre med kritiske skrifter, Friedrich Melchior von Grimm går endda så langt som til at sige, at "uden Malesherbes hjælp var hans Encyclopédie aldrig blevet udgivet".
Han trak sig tilbage i 1787 og belavede sig på en alderdom på sit gods beskæftiget med litterære og videnskabelige sysler. Men efter den franske revolution blev han kaldt tilbage til aktiv tjeneste i 1792, da han blev udvalgt som den ene af den nu afsatte kong Ludvig 16.s forsvarere. Kampen var dog tabt på forhånd, og kongen blev dømt til døden, hvorefter Malesherbes igen trak sig tilbage på landet. Men revolutionens rædselsperiode under Maximilien Robespierre var blevet indledt, og han blev arresteret december 1793 sammen med sin datter, sin svigersøn og sine børnebørn. Den 23. april 1794 blev han henrettet i guillotinen efter at have set en stor del af sin familie og venner blive henrettet udelukkende på grund af deres tilknytning til ham selv.
Han var oldefar til Alexis de Tocqueville.